# Murter-Kornati
Murter-Kornati község Horvátországban Šibenik-Knin megyében. Közigazgatásilag Murter és Kornati települések tartoznak hozzá.

## Fekvése
Šibenik központjától légvonalban 25, közúton 34 km-re északnyugatra, Dalmácia középső részén, Murter sziget északnyugati részén, a tágas és szelektől védett Hramina-öbölben, valamint a Kornati-szigeteken fekszik. Közigazgatásilag hozzá tartozik a Kornati Nemzeti Park, amely a Kornati-szigetek délnyugati részén fekszik.

## Története
A Murter sziget területe már az ókorban is lakott volt. A Murtar- (sv. Nikola) öböl feletti, ma szőlőkkel, gyümölcsösökkel és olajfákkal borított magaslaton az ókorban az illírek vára állt, amely az öböl feletti őrhelyként szolgált. Ez vár lett később a betelepülő horvátok ajkán előbb a hegy, az öböl majd az egész sziget névadója, mivel a „Mor–tar” jelentése tengeri erőd volt. Az illíreknek egy másik jelentős vára állt a mai Murtertől északra a Gradina-félszigeten is. A római korban a mai Betina és Murter települések között állt Colentum városa, ahol szétszórtan számos, gazdagon díszített római villa maradványa maradt fenn freskókkal és mozaikpadlókkal. Közelében 6. századi ókeresztény templom áll, mely ma a temetőben található.
A Kornati-szigetek területe már az őskor óta lakott, a legrégibb régészeti lelet egy újkőkori kőszekerce a Žejkovci-mezőn került elő. Ugyanezen a helyen a Žejkovci-Tarac-Trtuša övezetben található a legtöbb illír kőhalom és halomsír. A római gyarmatosításnak is számos nyoma található. Halásztelepülések a Svršata-szigeten és a Statival-öbölben, kikötők: Tremuli és Sedlasti bok, sótelepek: Piškera, Lavsa és Šipnate, római villák: Žut, Svršata, Šipnate, Tarac, Trtuša, Poselo, Lavsa, Njivica stb. A bizánciak a 6. században erődöt építettek a délnyugati part közelében emelkedő Tureta nevű magaslaton.
A horvátok a 7. században települtek meg a szigeteken és létrehozták új településeiket. Murter település első írásos említése 1285-ből származik „Srimac”, illetve „Villa magna” néven. 1298-ban a šibeniki püspökség alapításakor említik a srimaci plébániát, melyhez Villa Magna, Jezera, Žirje és Zlarin is hozzá tartozott. Villa Magna a mai Murter ekkor 203 lakossal rendelkezett. Mai neve 1318 óta használatos, ekkor szerepel az első tengerészeti térképeken „Mortar” alakban, mely később alakult át a helyiek ajkán Murterre.
Kornat elnevezése 1311-ben még „Encoronate” volt, 1354-ben „Insula Sancta Mariae” néven említik. Horvát nevén először 1515-ben „Stomorin otok” néven szerepel. A középkori gazdasági létesítmények közül a legépebben a lavsai sótelep a tengerben a sólepárló kazettákkal és a parton a sóraktárak alapfalaival maradtak meg. Ekkor még sűrű erdők borították a szigeteket, a 15. századtól azonban a török elleni háborúkhoz sok fa kellett a velenceieknek, akik ebből a faanyagból építették meg hadiflottájukat. A török veszély elmúltával a murteriek közül sokan vásároltak itt birtokot, hogy itt legeltessék nyájaikat.
A község területe 1797-ben a Velencei Köztársaság megszűnésével a Habsburg Birodalom része lett. 1806-ban Napóleon csapatai foglalták el és 1813-ig francia uralom alatt állt. 1842-ben horvát és olasz nyelvű alapiskola nyílt Murteren. 1866-ban, Dalmáciában az elsők között nyílt meg az első horvát olvasókör. Az I. világháború után rövid ideig az Olasz Királyság, ezután a Szerb-Horvát-Szlovén Királyság, majd Jugoszlávia része lett. A község lakossága 2011-ben 2044 fő volt, melyből Murter 2025 főt tett ki.

## Lakosság
| Lakosság változása | Lakosság változása | Lakosság változása | Lakosság változása | Lakosság változása | Lakosság változása | Lakosság változása | Lakosság változása | Lakosság változása | Lakosság változása | Lakosság változása | Lakosság változása | Lakosság változása | Lakosság változása | Lakosság változása | Lakosság változása |
| ------------------ | ------------------ | ------------------ | ------------------ | ------------------ | ------------------ | ------------------ | ------------------ | ------------------ | ------------------ | ------------------ | ------------------ | ------------------ | ------------------ | ------------------ | ------------------ |
| 1857               | 1869               | 1880               | 1890               | 1900               | 1910               | 1921               | 1931               | 1948               | 1953               | 1961               | 1971               | 1981               | 1991               | 2001               | 2011               |
| 1.084              | 0                  | 1.307              | 1.452              | 1.681              | 1.986              | 2.150              | 2.502              | 2.213              | 2.295              | 2.061              | 2.164              | 1.846              | 2.013              | 2.075              | 2.044              |

## Nevezetességei
- A Murter feletti Vršina-hegyen álló Szent Rókus kápolna 1760-ban épült. A kápolnához lépcsősor vezet fel, nagyszerű kilátás nyílik innen Murterre és Betinára.
- A murteri Mihály arkangyal plébániatemplomot 1770-ben építették újjá és szép barokk oltáráról nevezetes.
- A murteri temetőben álló Gradinai boldogasszony templom a 17. században épült.
- A Kornat-sziget délnyugati partja közelében emelkedő Tureta-hegyen 6. századi erőd tekintélyes romjai állnak. Az erőd egyike az Adriapart legépebben megmaradt ilyen építményeinek. Tureta várát valószínűleg I. Justinianus bizánci császár építtette, hogy a Kornat közelében haladó hajóforgalmat és a környező szigeteket innen ellenőrizze.
- A Kornati-szigetek szakrális épületei közül kiemelkedik az a templomrom, amely eredetileg Szűz Mária tiszteletére volt szentelve és róla az egész Kornat-sziget az Insula Sanctae Mariae nevet viselte. A templom a Tarac-mezőn a Tureta-hegynek a lábánál épült. A szakemberek a templomot is 6. századinak tartják. Eredetileg egy háromhajós bazilika volt, melynek ma csak az apszisa látható. A főhajó apszisába a 14. században kis templomot építettek Mária látogatása tiszteletére, de a nép Taraci Miasszonyunknak nevezi. Minden év július első vasárnapján a templomnál zarándoklatot tartanak.[4]
- Piškera szigetén található a Kisboldogasszony tiszteletére szentelt, 1560-ban épített templom, mely egykor az itteni halászfalu temploma volt. Szentmisét évente egyszer, július utolsó szombatján tartanak benne. A II. világháború idején alkalmi hadikórházként működött.[4]
- A természeti képződmények közül különösen szép látványt nyújtanak az ún. koronák (krune), melyek tektonikus hasadékok szélén elhelyezkedő meredek sziklaszirtek. A legnagyobb méretű Mana szigeténél található, 1350 méter hosszú, míg legmagasabb "korona" szikla a Klobucar-szigetnél látható, mely 82 méter magas.[7] Némelyiknek a talapzata is nagyon mély, így a Piskera-szigetnél található korona talapzata 90 méter mélységben nyúlik a tengerszint alá.[7] Ezek a helyek a búvárok kedvelt merülő helyei.

## Gazdaság
A murteri gazdaság alapja a mezőgazdaság, a halászat és turizmus. Az egykori halászfalu mára egyre inkább a turizmus felé orientálódik. A halászat hagyománya azonban még ma is jelentős. Bár a Murter környéki tengerben még mindig többségben vannak az állóhálós halászok, a település vonóhálós halászflottával is rendelkezik. A mezőgazdasági termelés is folyik még a településen, ám ez főként a személyes szükségletek kielégítését szolgálja. Kiemelkedő az olajbogyó- és fügetermesztés. Kornatin még néhány méhész is birtokol területet. Néhány család még mindig tenyészt juhokat, de a juhászat a délszláv háborút követően szinte teljesen kihalt. A gazdaság legfejlettebb ágát ma már a turizmus képezi. A Slanica-öbölben található a "Colentum" szálloda és a "Slanica" kemping, de legnagyobb bevételt a magánszállások termelik. Szinte minden ház a vendégek fogadására van felszerelve, különösen Podraduč, Jersane és Slanica településrészeken. Murter a hajós turizmus egyik adriai központja is, ahonnan főként a közeli Kornati Nemzeti Park területére szerveznek hajóutakat. Kornatin sok murterinek vannak birtokai. Murteren egy kis és közepes hajókat építő üzem is működik.

## Kultúra
Murter templomi énekkara 1900-ban kezdte meg működését, amatőr színtársulata 1922 óta működik. 1910-ben megalapították az olívaolaj termelők egyesületét is, akik 1913-ban részt vettek a franciaországi Eixben tartott nemzetközi kiállításon, ahol minőségi termékeikért aranyérmet kaptak. A kulturális szükségleteket nyári mozi, múzeum, könyvtár, koncertek és magánkiállítások  elégítik ki. 
Murteren működik még a "Zaokret" kulturális egyesület. A település nagy fesztiválját minden év szeptember 8-án, Kisboldogasszony ünnepén rendezik. Murter védőszentjének ünnepnapja szeptember 29. Ekkor hagyományos regatta és latin vitorlásverseny kerül megrendezésre.

## Galéria
- Colentum ókori város romjai
- Murter település látképe
- Vitorlások a murteri kikötőben
- A Kornati Nemzeti Park látképe
- Kirándulóhajók Kornat partjainál
- Katina szigete
- Lavsa látképe
- Levrnaka és a keleti domb
- Mana szigete
- Žut látképe
- Žut, a középső csatorna látképe
- Vela Sestrica a világítótoronnyal